# Reclam-Museum

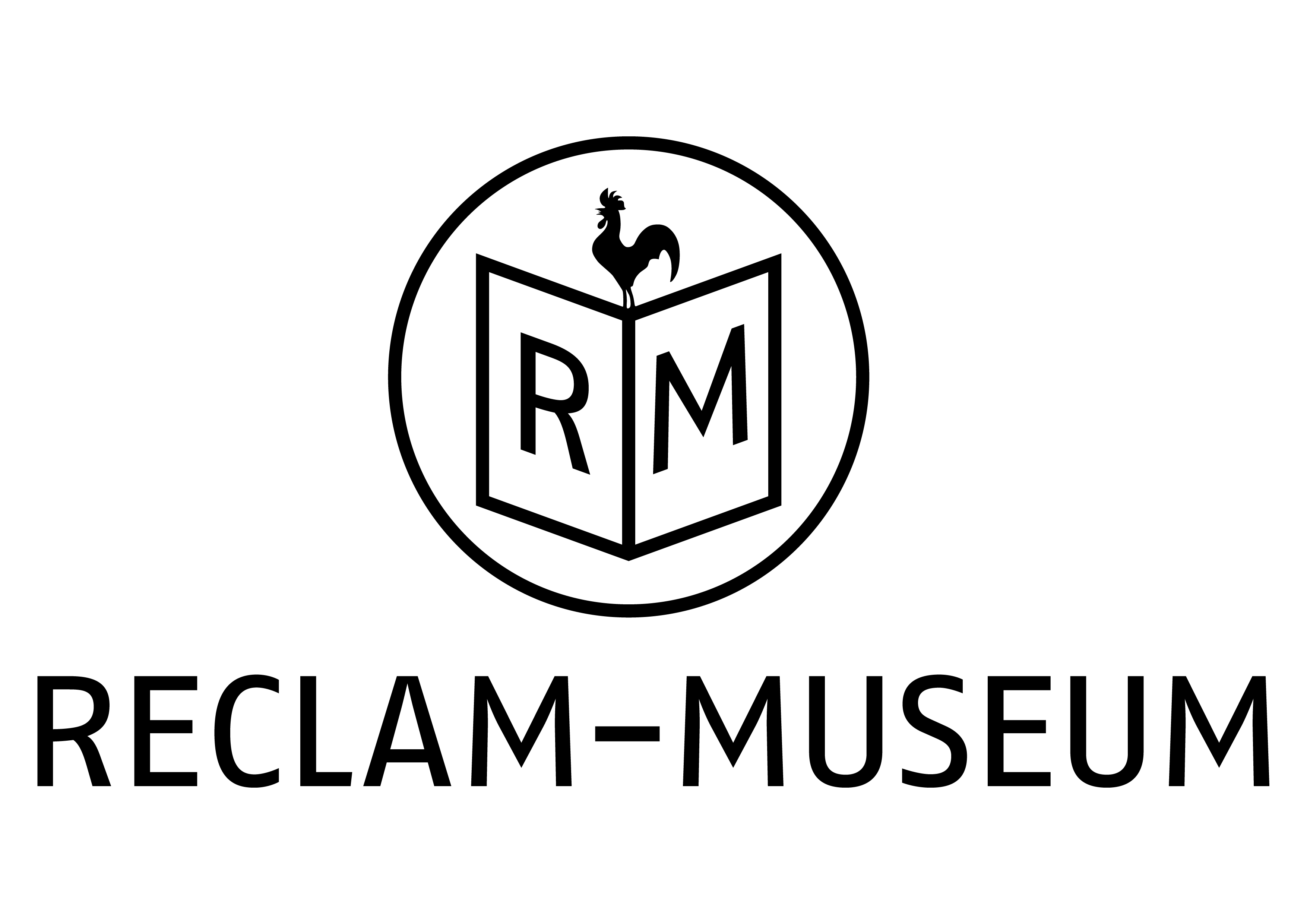
Logo des Museums

Das Reclam-Museum ist ein Buchmuseum im Leipziger Graphischen Viertel, Kreuzstraße 12. Es umfasst eine Ausstellung von rund 10.000 Heften, Büchern etc. aus Reclams Universal-Bibliothek von deren Anfängen 1867 bis in die Gegenwart. Es ist das einzige Museum und die umfassendste Sammlung ihrer Art zu Veröffentlichungen des Reclam-Verlages (ehemals Leipzig, heute Ditzingen).

## Geschichte

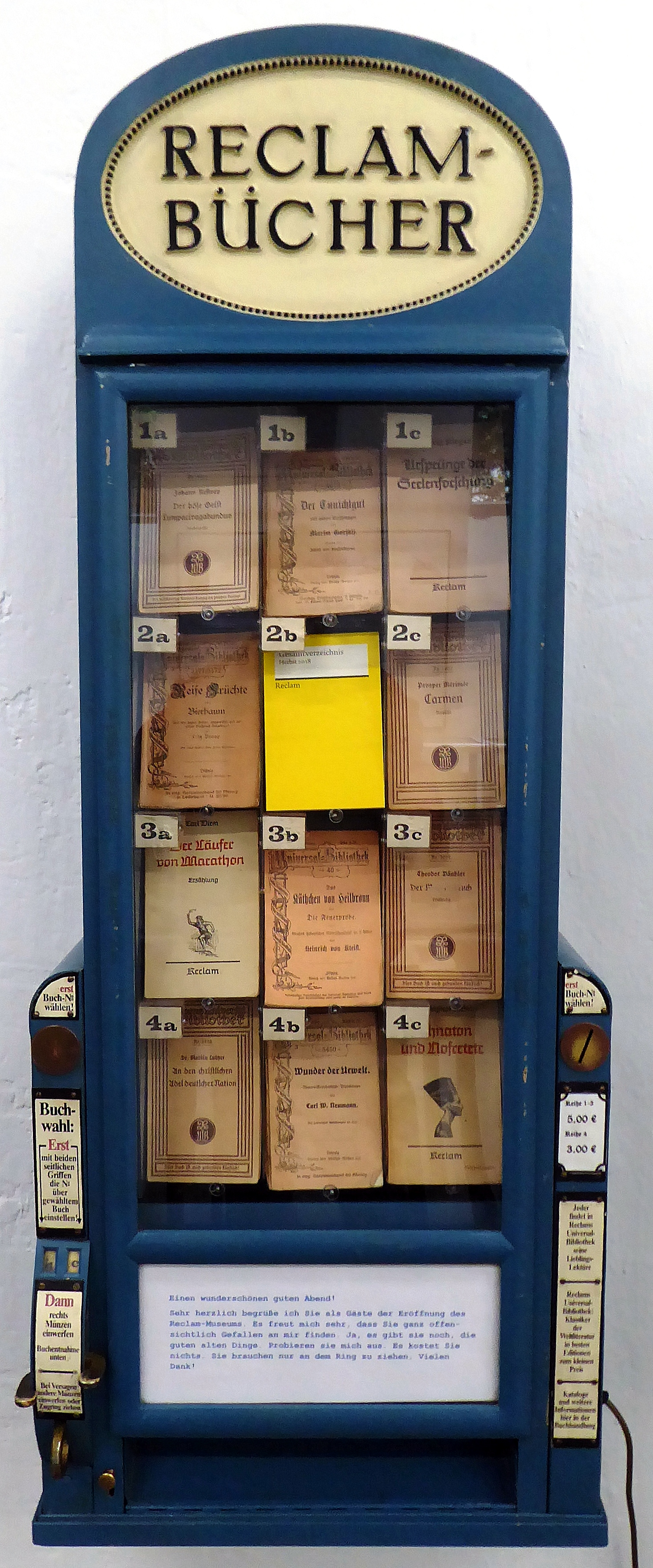
Nachbau des Reclam-Bücherautomaten von 1912. Dauerleihgabe des Reclam-Verlages in Ditzingen.

Das Reclam-Museum wurde am 24. Oktober 2018 eröffnet. Es befindet sich gegenüber dem ehemaligen Reclam-Verlagsgebäude, Inselstraße 22–24, errichtet von Hans Heinrich Reclam. Bis auf den Bücherautomaten stammen alle Exponate aus der Privatsammlung des Germanisten, ehemaligen Museumsdirektors und Kulturpolitikers Hans-Jochen Marquardt, der sie in über 50 Jahren Sammeltätigkeit aufgebaut hat. Marquardt ist der Sohn des Leipziger Verlegers Hans Marquardt, der 26 Jahre den Verlag Philipp Reclam jun. Leipzig leitete.
Das Museum entstand auf Initiative Marquardts und zeigt neben den bekannten Kleinausgaben der Klassiker der Weltliteratur auch weniger Bekanntes aus dem Verlag, so zum Beispiel (gebundene) Sonderausgaben, Ausgaben der Zeitschrift „Reclams Universum“, Feldbüchereien aus dem Ersten und Zweiten Weltkrieg, sogenannte Tarnschriften sowie Autographe, u. a. von Hermann Hesse. Eine Dauerleihgabe des Verlags in Ditzingen ist der originalgetreue Nachbau eines Reclam-Bücherautomaten aus dem Jahr 1912, zu seiner Zeit ein absolutes Novum, um neue Kunden zu erreichen. Die Automaten wurden wie Zigarettenautomaten unter anderem auf Bahnhöfen, in Krankenhäusern und auf öffentlichen Plätzen aufgestellt.
Darüber hinaus dokumentiert das Museum die wechselvolle Verlagsgeschichte bis 1945 und anschließend die der beiden getrennten Reclam-Verlage, des „alten“ in Leipzig und des „neuen“ in Ditzingen, sowie die Zusammenarbeit beider Verlagsfilialen nach der deutschen Wiedervereinigung. Dabei wird auch die Auflösung der Leipziger Filiale Ende März 2006 und die weitere Verlagsgeschichte bis zur Gegenwart behandelt.
Die Präsenzbibliothek umfasst  etwa ein Drittel der Gesamtproduktion von Reclams Universal-Bibliothek  seit 1867. Das Museum befindet sich im Souterrain gegenüber dem früheren  Gebäude des Reclam-Verlages. Die Räumlichkeiten werden mietfrei von der gemeinnützigen Leipziger Schulgesellschaft Rahn Education bereitgestellt, die das dortige Schumann-Haus vor dem Verfall bewahrt hatte.
Träger des Museums ist der Verein Literarisches Museum e.V. aus Leipzig, der 2011 auf Initiative Marquardts gegründet wurde.
Das Museum wird überwiegend privat finanziert und zu einem geringen Teil aus Spenden.

Impressionen aus dem Reclam-Museum
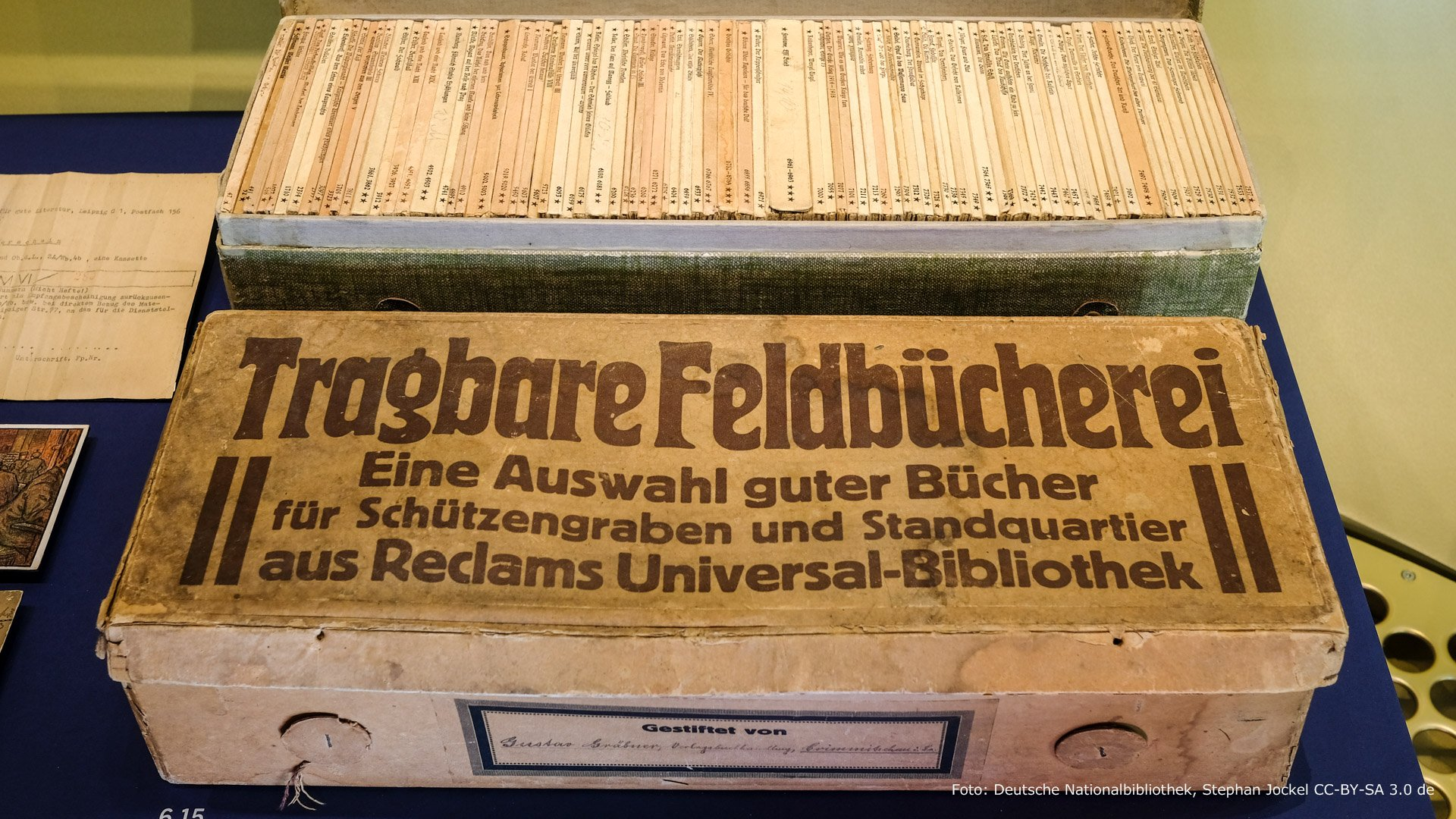
Reclams „Tragbare Feldbücherei“ aus dem Ersten Weltkrieg (unten) und aus dem Zweiten Weltkrieg (oben)
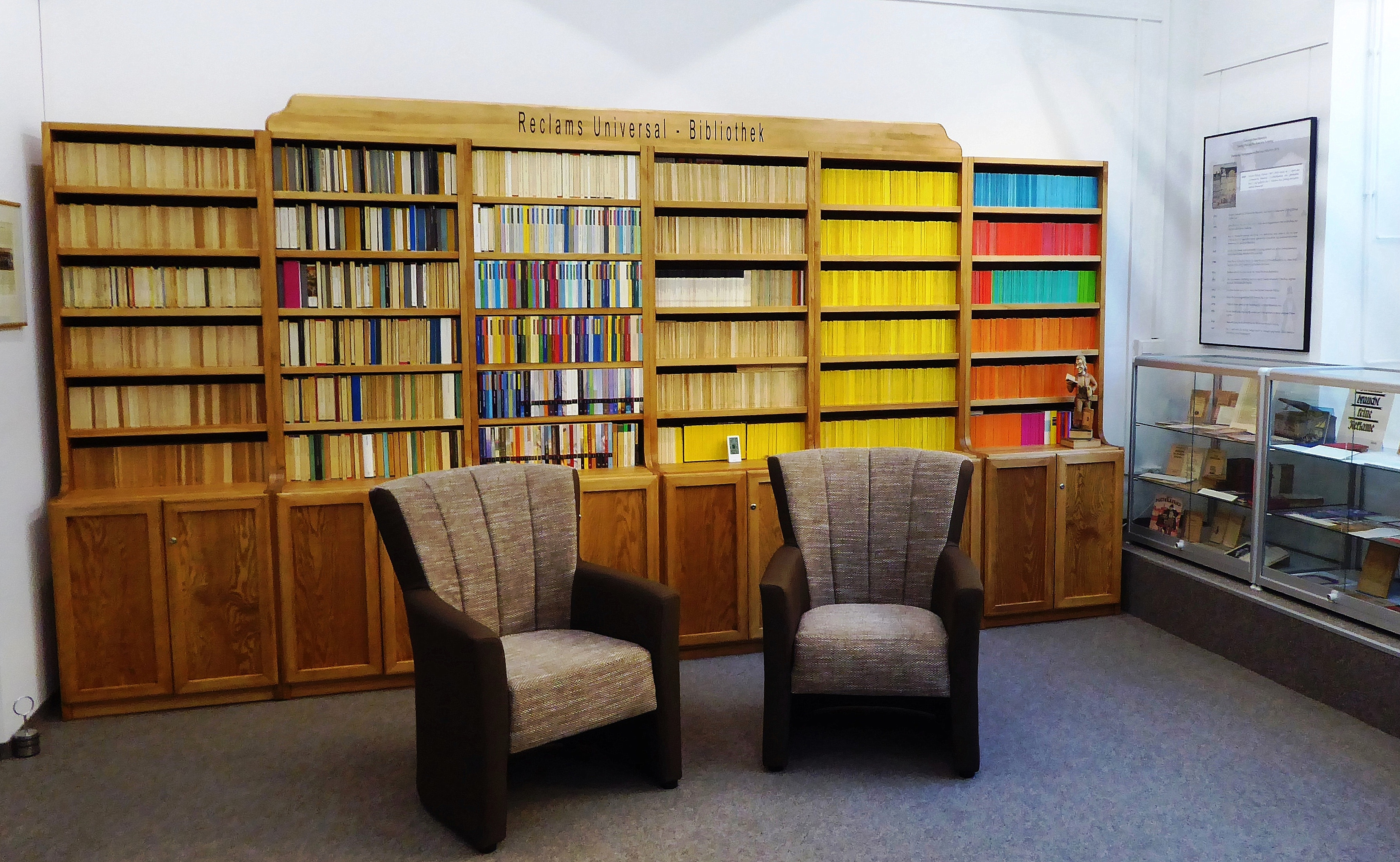
Bücherwand mit verschiedenen alten und aktuellen Ausgaben des Reclam-Verlages, darunter vor allem Reclams Universal-Bibliothek
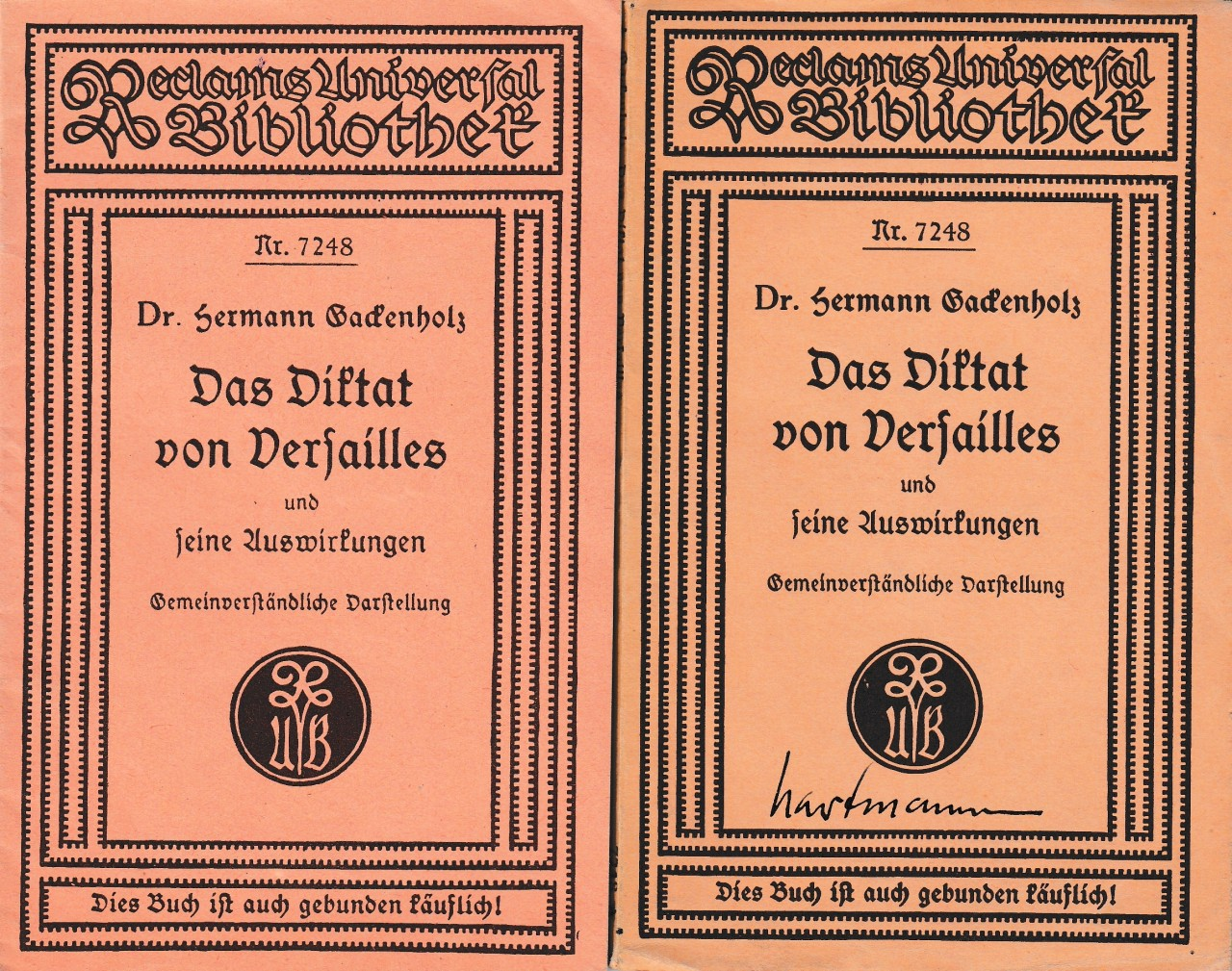
Tarnschrift von 1935 (links), die ein Heft aus Reclams Universal-Bibliothek (rechts) imitiert